# Karol Wąsowicz
Karol Ludwik Wąsowicz (ur. 17 maja 1947 w Houdon we Francji) – polski polityk, ekonomista i samorządowiec, doktor nauk ekonomicznych, od 1994 do 1997 wicewojewoda rzeszowski, w 1997 podsekretarz stanu w Ministerstwie Zdrowia i Opieki Społecznej.

## Życiorys
Ukończył studia ekonomiczne na Akademii Ekonomicznej we Wrocławiu, następnie obronił doktorat, specjalizując się w polityce gospodarczej. Został adiunktem na macierzystej uczelni, wykładał też m.in. w Wyższej Szkole Inżynieryjno-Ekonomicznej w Ropczycach i Wyższej Szkole Inżynieryjno-Ekonomicznej z siedzibą w Rzeszowie. Był przewodniczącym Miejskiej i Wojewódzkiej Komisji Planowania oraz dyrektorem jej wydziału finansowego. Sprawował funkcję prezesa Agencji Rozwoju Regionalnego w Rzeszowie (1993–1994) i zarządcy komisarycznego „Miastoprojektu”. W latach 1989–2010 kierował oddziałem Polskiego Towarzystwa Ekonomicznego w Rzeszowie. W III RP pracował m.in. jako dyrektor oddziałów banku Pekao w Ropczycach i Dębicy.
Został członkiem Sojuszu Lewicy Demokratycznej, był wiceprzewodniczącym miejskich struktur partii. Od 1994 do 1997 sprawował funkcję wicewojewody rzeszowskiego. Od 21 kwietnia do 5 listopada 1997 pełnił funkcję podsekretarza stanu w Ministerstwie Zdrowia i Opieki Społecznej. W 1998 i 2002 wybierany do rady Rzeszowa, zajmował stanowisko jej wiceprzewodniczącego i szefa klubu radnych SLD. W 2004 kandydował w wyborach uzupełniających do Senatu w okręgu nr 22 (zdobył 3062 głosów, zajmując 5 miejsce na 11 kandydatów).
W 2005 otrzymał Krzyż Kawalerski Orderu Odrodzenia Polski.